# Great Society

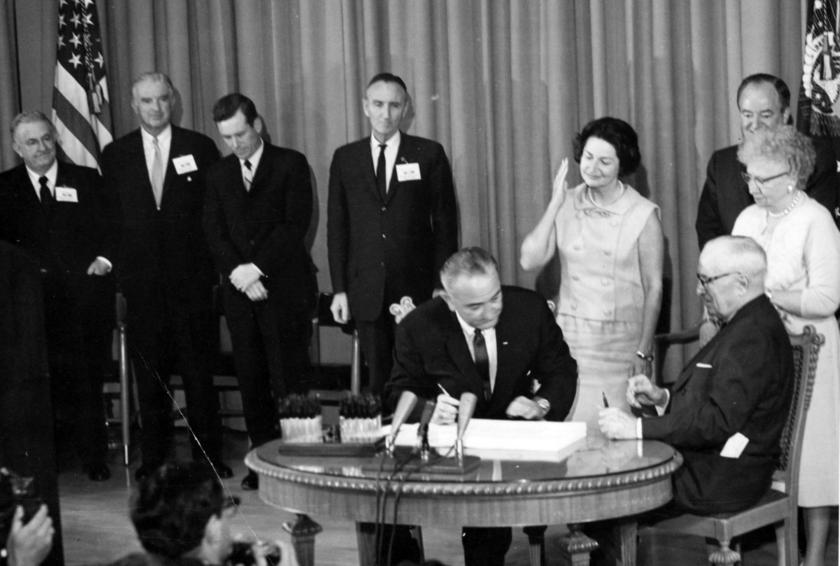
Johnson tekent de wet Social Security Act in 1965

Great Society was de naam voor het sociale plan van de Amerikaanse Democratische president Lyndon B. Johnson in 1964–65. Het sociale plan bevatte een aantal programma's die als hoofddoel het beëindigen van de armoede en de raciale onrecht hadden. Nieuwe grote programma's zouden onderwijs, gezondheidszorg, stedelijke problemen, plattelandsarmoede en transport aanpakken.

## Voorstelling en uitvoering
De term Great Society werd door LBJ voor het eerst gebruikt tijdens een speech op Ohio University. De details van het plan werden toegelicht bij een toespraak op de University of Michigan. Vervolgens werd het programma van The Great Society door Johnson en verschillende andere Democraten verdedigd in het Amerikaanse Congres. The Great Society geleek qua reikwijdte sterk op de New Deal van president Franklin D. Roosevelt. Voor het doorvoeren van zijn programma kon Johnson rekenen op de grote Democratische verkiezingsoverwinning (landslide) in 1964 waardoor veel sociaal-liberale parlementsleden in het Congres terechtkwamen.

## Kritiek en erfenis
Pacifistische Democraten klaagden dat de uitgaven aan de Vietnamoorlog, die onder Johnson sterk zouden toenemen en tegen 1969 een hoogtepunt zouden bereiken, de uitvoering van het Great Society-plan belemmerden. Sommige programma's werden inderdaad geannuleerd of kregen minder budget dan voorzien, maar vele van deze programma's, waaronder Medicare (een ziekteverzekering voor bejaarden), Medicaid, National Aging Network (Older Americans Act, 1965) en federale financiering van onderwijs bestaan tot op heden. Financiering van de programma's opgestart onder de vlag van de Great Society werden uitgebreid onder de volgende Republikeinse presidenten Richard Nixon en Gerald Ford. Ook was Johnson actief op het vlak van burgerrechten. Zo wist hij er in 1964 de wet Civil Rights Act of 1964 door te krijgen, die segregatie afschafte. Op 6 augustus 1965 ondertekende hij de Voting Rights Act, hierdoor nam het aantal zwarte kiezers en verkozenen exponentieel toe.
Ter uitvoering van The Great Society werd in 1969 de eerste (en enige) hogesnelheidslijn van de Verenigde Staten geopend. De lijn tussen New York en Washington was geschikt voor topsnelheden tot 200 km/h en werd slechts vijf jaar na de eerste hogesnelheidslijn van de wereld in Japan geopend. Daarnaast begon Johnson met wetgeving ter bestrijding van milieuvervuiling.